# ジューン・アルメイダ
ジューン・ダルジール・アルメイダ（June Dalziel Almeida、1930年10月5日-2007年12月1日）はスコットランド出身のウイルス学者。ウイルスの画像化、識別、診断のパイオニアであり、電子顕微鏡検査の技術によって国際的な名声を獲得した。2020年の新型コロナウイルス感染症の流行でもアルメイダの研究論文が参照されている。
アルメイダは1964年にロンドンの聖トーマス病院医学部に採用された。カナダのトロントにあるオンタリオがん研究所で、その後はロンドンの聖トーマス病院で研究を行い、1967年には研究とその成果の出版物によって博士号（Sc.D.）を取得している。その後、王立大学院医学部（RPGMS）で研究を続ける。
アルメイダはそれまで未知であった複数のウイルスの特定に成功した。1966年に発見したウイルスのグループもそのひとつで、その王冠に似た形状からコロナウイルスと名付けられた:96。また免疫電子顕微鏡検査法（immune electron microscopy、IEM）の革新と見識により、ウイルス性疾患としてB型肝炎、HIV、風疹の診断に関する研究にも貢献している。アルメイダによる電子顕微鏡写真は、撮影から数十年の時を経た後もウイルス学総説の教科書（virology review textbooks）に掲載されており、アルメイダの手法は新型コロナウイルスの2020年の世界的流行においても活用されている。

## 主要な業績
書籍『To Catch a Virus』（2013年）の共同執筆者ジョン・ブース（John Booss）とマリリン・J・オーガスト（Marilyn J. August）は、「電子顕微鏡をウイルスの臨床診断の作業（clinical diagnostic virology work）へ適合させる上で、アルメイダがいかに重要な役割を果たしたか」説明している:209。
ウイルス学における電子顕微鏡の応用はその端緒となる「[電子顕微鏡（EI）]により観察可能なウイルス特異的抗体を用いたウイルス凝集の原理（principle aggregation）の証明」（1941年）以降、およそ20年後にアルメイダとアンソニー・ウォーターソン（聖トーマス病院の医療微生物学部長）が研究を発表するまで、ほとんど進捗を見ていない。1963年、アルメイダは免疫電子顕微鏡法（IEM・電顕法）の技術を開拓し、抗体によるウイルス凝集を利用して描像を改善した。1960年代、アルメイダとウォーターソンがウイルスの画像化にネガティブ染色という技術的に容易な手法を導入して作業の迅速化を図ると、ウイルスの詳細な形態について素晴らしい観測結果がもたらされ、電顕法は革命的に変化する:208。
1966年、アルメイダはこの新技術を用いるとデビッド・ティレルと協力して「新種のヒト呼吸器疾患ウイルス」（previously uncharacterised human respiratory viruses）のグループを特定した:96:209。タイレルはウィルトシャー州ソールズベリーに置かれた旧感冒研究所の所長であり、この新種のグループを「コロナウイルス」と命名する。SARSコロナウイルスおよび世界的流行を引き起こしたSARS-CoV2は、これに分類される:96。
1967年、アルメイダは電子顕微鏡凝集法（the IEM aggregation method）を使用し初めて風疹ウイルスの視覚化に成功した。

## 来歴
ジューン・ダルジール・ハートは1930年10月5日にグラスゴーのダントルーン・ストリート（Duntroon Street）10番地にジェーン・ダルジール（旧姓：スティーヴン）とバス運転手ハリー・レナード・ハート（Harry Leonard Hart）の子として生まれた:1511.1–1511。1940年、アルメイダの弟が6歳でジフテリアにより死去し、おそらくこのことが病理研究への関心につながったと考えられる。
1947年、16歳でホワイトヒル中等教育学校を卒業。科学賞を受賞するなど学力は高かったものの、家庭に経済的余裕はなく大学には進んでいない。まずグラスゴー王立病院に就職して病理検査技師の道に進み、その間にこの教育病院で専門技術を学ぶことができた。1952年に同院医療検査技術研究所より実技資格A.I.M.L.T.（Associate of the Institute of Medical Laboratory Technology）を取得する。同病院でともに働いたことのある結核菌の病理専門医ジョン・ブラックロックに誘われると、ロンドンの聖バーソロミュー病院に転職、病理検査技師として1954年まで働いた。

### オンタリオがん研究所
1954年、結婚してアルメイダに改姓すると家族とともにカナダに転出、オンタリオがん研究所に新設された電子顕微鏡技師職に就く:209と、電子顕微鏡の操作に習熟するには若い頃からカメラが趣味だったことが強みとなり、顕微鏡写真の撮影像の増感など腕を上げて10年にわたりここで務めることになる:209。電子顕微鏡検査師として働く傍ら、がん研究所の同僚たちとともにネガティブ染色を臨床検査に応用する一連の研究を行った:209。
1963年には『サイエンス』誌に3名の共同執筆者の筆頭として論文を発表すると、がん患者の血液中のウイルス状微粒子を特定した。

同じ1963年、アルメイダは電子顕微鏡で「抗原（中略）および抗体の凝集体をネガティブ染色」した研究成果を共著として『Journal of Experimental Medicine』（JEM）に発表する。研究者としてのアルメイダはウィリアム・ブレイクの詩を翻案してコロナウイルスが備える対称性を織り込み、ブレイクへの不遜を詫びながら次のような詩を電子顕微鏡に捧げるなど、ユーモア精神を発露してもいる。
“Virus, virus shining bright, 
In the phosphotungstic night,
What immortal hand or eye,
Dare frame thy fivefold symmetry.”

### 聖トーマス病院医学部
1964年、アルメイダはオンタリオがん研究所ならびに聖トーマス病院での抗体の電子顕微鏡研究の成果によって博士号（Sc.D.）を取得する:209。
聖トーマス病院で微生物学部長（chair of microbiology）に任命されたばかりのトニー・ウォーターソンは1964年、トロント訪問中にアルメイダと会い、自分の研究チームに加わるように勧誘した:96。この研究チームが置かれたロンドンの聖トーマス病院医学部は、イギリスの最も歴史があり最も権威ある医学部の1つである。聖トーマス病院に引き抜かれたアルメイダはB型肝炎ウイルスと風邪のウイルスに取り組んだ。
ウォーターソンとアルメイダは1966年に、風邪研究の責任者であったデーヴィッド・タイレル医学博士と共同研究の機会を得る。タイレルは新しい組織培養システム開発に取り組んでおり、研究室内で培養したヒトの呼吸器組織の細胞からライノウイルスを検出しようと試みて、「B814」と名付けた特定の呼吸器疾患ウイルスに注目していた。すでにスウェーデン出身のバッティル・ホーン教授がタイレル研究室の培養試料からほとんどの呼吸器疾患ウイルスの抽出に成功しながら、B814だけは特定できずにいた。タイレルらの組織培養方式は人間の被験者に頼らずともウイルス研究ができることを意味し、B814ウイルスを検出する信頼性のある手法が求められた:94。
タイレルはマイケル・フィールダー（Michael Fielder）との共著『Cold Wars』において、アルメイダに初めて会った時、電子顕微鏡の適用範囲の限界を押し広げようとしているように見受けたと述べている:96。タイレルによると、従来は電子顕微鏡を用いてウイルスを検出するにはウイルスを濃縮および精製する必要があるという理解であった。ところがアルメイダ自身の「新しい、改良した技術で」培養組織から「ウイルス粒子を見つける」と言われた時、タイレルは疑いを持ったという。
タイレル研究室からロンドンに届いた試料には、B814ウイルスとともにインフルエンザやヘルペスなど一般的なウイルスに感染したものも含まれていた。アルメイダはこれらの試料を自ら設定した顕微鏡グリッド（microscope grids）で調べると、「全ての既知のウイルスを認識し、そして写真でそれらの構造を鮮やかに明示した。さらに重要なことに、B814試料からもウイルス粒子を見つけて:96」いる。アルメイダはタイレルへの報告で、B814試料はかつて自身が研究した病理「ニワトリ感染性気管支炎と称する疾患（disease called infectious bronchitis of chickens）」や別の「マウス肝炎による肝細胞の炎症（mouse hepatitis liver inflammation）」の粒子を連想させると語った。アルメイダはかつてそれらを論文にまとめて専門誌に数度、投稿したものの、添付した電子顕微鏡写真を当時の査読者に「既存のウイルス画像の改竄」と見なされ、却下された経緯がある。タイレルへ宛てた中でアルメイダは「これら3種のウイルスはすべて全くの新種」という認識を述べた:96。
タイレルによれば、アルメイダがそれまで認識されていなかった複数のウイルスを特定した時、ワシントンの事務所で開いた会合の席上、このウイルスグループの学名を検討したという。周縁部をhalo （円光）に囲まれたようなウイルスの外観から、それをラテン語訳し〈冠〉ウイルスすなわち「コロナウイルス」という名前が誕生している:96 。
1966年、アルメイダとタイレルは「これらの粒子は全長800–1200Åの多形態であり、周縁部に長さ200Åの明確なフリンジがある。この形態を持つ唯一の既知のウイルスは鳥の感染性気管支炎ウイルスの粒子であり、これらとの区別はできない」と発表する。

### 王立大学院医学部
聖トーマス病院のグループに加わった3年後の1967年、ウォーターソンの王立大学院医学部（RPGMS）移籍に伴い、アルメイダもまた転職して働き始めた。
1968年、『Journal of General Virology』に「鳥の伝染性気管支炎ウイルス（avian infectious bronchitis virus）」の形態学的分析を論文にまとめ、共同執筆者として発表した。1971年には免疫電子顕微鏡法の技術を用いると、B型肝炎ウイルスが「免疫学的に異なる2つの構成要素」すなわち「外皮と小さな内部構成要素（inner component）」を備えるという画期的な発見をしている。

### ウェルカム医学史研究所
アルメイダは研究者としての晩節を現ウェルカム研究所（en）の前身にあたるウェルカム医学史研究所で過ごした。同研究所ではウイルスの画像化分野で複数の特許に名前を連ねている。

### 引退後
ウェルカム研究所を1985年に早期退職後も、1980年代後半に顧問職で聖トーマス病院に復職し、HIVの顕微鏡写真撮影を支援した。当時ここにはアバディーン大学の細菌学教授ヒュー・ペニントンも在籍していた。
その著作には1979年のWHOの小冊子『Manual for rapid laboratory viral diagnosis』が含まれる。
アルメイダはまたヨガ講師としての研修も受けており、二番目の夫であるフィリップ・ガードナー（1994年死去）の骨董ビジネスにも関った。

## 影響
1970年代、王立大学院医学部においてアルメイダはアルバート・カピーキアンに免疫電子顕微鏡法（電顕法）の技術を教えた。カピーキアンの所属はアメリカ合衆国の国立衛生研究所であり、半年間のイギリス出向中にアルメイダの技術を使って非細菌性胃腸炎（non-bacterial gastroenteritis）の原因特定に取り組む。この原因ウイルスは現在ノロウイルスとして知られている。

アルメイダの研究は2020年のコロナウイルス（COVID-19）世界的流行初期の数か月にわたり、にわかに注目を集めることになる。それまであまり知られることのなかったその人生はスコットランドの『ヘラルド』紙（3月7日）に続きBBCテレビ（4月15日）が取り上げ、やがて4月17日には『ナショナルジオグラフィック』誌が記事にする。のちにその先駆的業績はスコットランドの『The National』紙（2020年5月19日）でも取り上げられた。細菌学者ヒュー・ペニントンによれば、中国の科学者たちは未知の感染症の原因ウイルスが早期に特定できたことについて、アルメイダによって生まれた技術を含めた研究成果を評価したといい、ペニントン自身はアルメイダを自分の「師匠（mentor）」と呼び、さらにこのようにも述べている。  
「ジューンは傑出した才能の持ち主だった。まさに殿堂入りにふさわしい。研究でジューンが触れたものは黄金に変わった」
「ジューンは間違いなく同世代の傑出したスコットランド人科学者の一人であるが、悲しいことにほとんど忘れ去られた存在だった。皮肉にも今回のCovid-19（新型コロナウイルス）流行がその業績に再び光を当てる結果になったが。ジューンの研究はいま、Covid-19との戦いを助けている」

「ジューンのなしたことは今日、非常に意義がある。その手法は今も活用されていて、今回の感染症流行に役立っている」

## 私生活
アルメイダは1954年12月11日にベネズエラ人の芸術家エンリケ・ロザリオ（ヘンリー）・アルメイダと結婚、それを機にカナダのオンタリオ州トロントに移り、プリンセスマーガレットがんセンターのオンタリオがん研究所で働き始めた。2人の間に生まれた娘のジョイスは長じて精神科医になり、アルメイダは孫娘2人を得ることになる。夫のアルメイダとは離婚、1979年に再婚したウイルス学者フィリップ・サミュエル・ガードナーと、1985年の現役引退後にベクスヒル＝オン＝シーへ転居している。そのガードナーとは1994年に死別した。
ジューン・ダルジール・アルメイダは心臓発作により2007年に同地で死去、77歳だった。

## 主な著作
1. 1 2  Almeida, June D.; Tyrrell, D. A. J. (1967). “The Morphology of Three Previously Uncharacterized Human Respiratory Viruses that Grow in Organ Culture” (英語). Journal of General Virology 1 (2):  175–178. doi:10.1099/0022-1317-1-2-175. ISSN 0022-1317. PMID 4293939.
2. 1 2  Almeida, June; Cinader, Bernhard; Howatson, Allan (1 September 1963). “The Structure of Antigen-Antibody Complexes: A Study by Electron Microscopy” (英語). Journal of Experimental Medicine (JEM) 118 (3):  327–340. doi:10.1084/jem.118.3.327. ISSN 0022-1007. PMID 14077994 2020年4月18日閲覧。.
3. ↑  Berry, D. M.; Almeida, June D. (1968). “The Morphological and Biological Effects of Various Antisera on Avian Infectious Bronchitis Virus” (英語). Journal of General Virology (JGV) 3 (1):  97–102. doi:10.1099/0022-1317-3-1-97. ISSN 0022-1317. PMID 5692879.
4. ↑  Almeida, June D.; Bradley, D. W.; Maynard, James E.; Voller, A.; Atanasiu, P.; Gardner, P. S.; Schuurs, A. W.; Yolken, R. H. (1979). World Health Organization. ed (英語) (pdf). Manual for rapid laboratory viral diagnosis. WHO offset publication, 47. Geneva: World Health Organization (WHO). ISBN 9241700475 2020年5月閲覧。

免疫電子顕微鏡法と診断に関わる論文 主題の提起順に分類。

ネガティブ染色
- J D Almeida. “SUBSTRUCTURE OF VIRUSES WITHIN CELLS STUDIED BY NEGATIVE STAINING” (英語). Electron Microscopy : Fifth International Congress for Electron Microscopy Held in Philadelphia, Pennsylvania, August 29th to September 5th 1962. Elsevier. pp. MM-4. doi:10.1016/B978-1-4832-2795-5.50177-5. ISBN 9781483227955. OCLC 7333114146 ウイルスの内部構造
- J D Almeida (1962). “Electron microscope observations on rabies virus by negative staining” (英語). Virology 18 (1):  147-151. 狂犬病ウイルス

微細構造
- J D Almeida; B Cinader; D Naylor (1965). “Univalent fragments of antibody: A study by electron microscopy” (英語). Immunochemistry 2 (2):  169, in9, 173-172, in10, 176. 1価のフラグメントの検出（全長60Å–80Å）
- J D ALMEIDA (1977-08-01). R. Fuller; D. W. Lovelock. eds. “Microbial ultrastructure: The use of the electron microscope” (英語). Journal of Medical Microbiology (London: Academic Press Inc.) 10 (3):  400. ISSN 0022-2615. OCLC 4662437248.

迅速診断
- J D Almeida (1969). “Electron microscopy in rapid diagnosis”. Proceedings of the Royal Society of Medicine 62 (4):  373.
- J D Almeida (1980). “Practical aspects of diagnostic electron microscopy”. The Yale Journal of Biology and Medicine 53 (1):  5-18. ISSN 0044-0086. OCLC 8139445228. PMID 6155007. 73文献に引用された。

HBs抗原の検出の経緯（B型肝炎ウイルス）
- J D Almeida (1971-07-01). “Electron microscopic observations and speculations on Australia antigen” (英語). Postgraduate Medical Journal 47 (549):  484-487.
- “Electron microscope study of a case of Australia antigen-positive chronic hepatitis” (英語). Journal of Clinical Pathology 26 (2):  113-119. (1973-02-01). OCLC 4632513644.

ウイルス性肝炎
- J D Almeida (1971). “Electron microscope findings in the field of serum hepatitis”. Proceedings of the Royal Society of Medicine 64 (3):  276. ISSN 0035-9157. OCLC 8139503068. B型肝炎
- J D Almeida (1980-11-01) (英語). 33. p. 1123. doi:10.1136/jcp.33.11.1123-a. ISSN 0021-9746. OCLC 4632550698.